# Doris Younane
Doris Younane (født 25. februar 1963) er en australsk skuespiller, der mest er kendt for sin rolle i McLeod's Daughters, hvor hun spillede den synske mekaniker Moira Doyle.
Doris blev født og voksede op i Parramatta, New South Wales, Australien, og hun har rødder i Libanon. Hendes karriere indbefatter roller som Titania i A Midsummer Night's Dream og Yola Fatoush i Heartbreak High,  Moira Doyle i McLeod's Daughters'. 
Doris er ambasadør for Alzheimer’s Australia, hvilket hun blev efter at hendes mor fik sygdommen konstateret .

## Filmography
| Year | Title              | Role      | Notes |
| ---- | ------------------ | --------- | ----- |
| 1988 | A Cry in the Dark  |           | '     |
| 1989 | Mortgage           | Tina Dodd |       |
| 1991 | Death in Brunswick | Carmel    |       |
| 1992 | Resistance         | Rosa      |       |
| 1993 | The Heartbreak Kid | Evdokia   |       |
| 2009 | The Combination    | Mary      |       |

## Television
| Year      | Title                             | Role             | Notes                                                   |
| --------- | --------------------------------- | ---------------- | ------------------------------------------------------- |
| 1992      | Embassy                           | Kaliani          | 1 episode - Letter of the Law                           |
| 1993      | Phoenix                           | Roz Horton       | 1 episode - In on the Joke                              |
| 1992–1993 | All Together Now                  | Sue Jacobs       | 2 episoder - Look Through Any Window, Always on My Mind |
| 1994      | Ocean Girl                        | Celia            | 1 episode - Bad-Berry Dreams, aka Ocean Odyssey         |
| 1995      | Us and Them                       | Bernie           |                                                         |
| 1994–1995 | Heartbreak High                   | Yola Fatoush     | 52 episodes                                             |
| 1996      | G.P.                              | Caroline Deacon  | 1 episode - The Ceremony of Innocence                   |
| 1997      | Murder Call                       | Michelle Balzan  | 1 episode - Dead and Gone                               |
| 1998      | 13 Gantry Row                     | Penny            |                                                         |
| 1998      | Wildside                          | Zelda O'Sullivan | 1 episode, Season 1: Episode 9                          |
| 1999      | Stingers                          | Lizzie Harper    | 2 episoder - Salsa: Part 1, Salsa: Part 2               |
| 1999      | SeaChange                         | Elena Connors    | 2 episoder - Broken Hearts og Crustaceans               |
| 1999      | Chuck Finn                        | Natasha          | 1 episode - Goodbye Mr. Ffips                           |
| 2000      | Halifax f.p: A Person of Interest | Emma Ford        |                                                         |
| 2001      | Water Rats                        | Pam Elliot       | 1 episode                                               |
| 2002–2009 | McLeod's Daughters                | Moira Doyle      | 93 episodes, 2002-2006, fast fra 2007-2008              |
| 2003      | Blackjack: Murder Archive         | Christine Ormond | TV aka Blackjack                                        |
| 2004      | Blackjack: Sweet Science          | Christine Vallas | TV                                                      |
| 2005      | All Saints                        | Carlene Ponder   | 1 episode - Sins of the Mothers                         |
| 2005      | Blackjack: In the Money           | Christine Vallas | TV                                                      |
| 2005      | Blackjack: Ace Point Game         | Christine Vallas | TV                                                      |
| 2009      | The Diplomat                      | Jenny Basheer    | TV aka False Witness                                    |

## External links
- Doris Younane på Internet Movie Database (engelsk)
- Doris Younane på Rotten Tomatoes (engelsk)
- Doris Younane på The Movie Database (engelsk)

### Fodnoter
1. ↑  "Doris Younane – McLeods Töchter". Arkiveret fra originalen 28. august 2010. Hentet 28. august 2010.